# Dornenfeh
Die Dornenfeh ist in der Heraldik eine besondere Form des Pelzwerkes Feh und ist das Gegenstück zur Lappenfeh. Sie ist eine Tinktur.
Dargestellt wird im Wappenschild oder Feld eine Teilung in mehreren Reihen angemessener Höhe. Diese werden dann mit halbkreisförmigen, schuppenartigen Figuren mit den Bogen zum Schildfuß zeigend, belegt und sind zum Untergrund abweichend tingiert. Da die Halbkreislinie nicht an den geraden Schnitt anstößt, wird der Eindruck von aufrechten Dornen erweckt. Das hat zur Namensbildung geführt. Wichtig ist, dass jede Reihe eine gleiche zweifarbige Tinktur hat. Die Dornenfeh kann auch im Wappen als gestürzte Feh auftreten und wird dann als Lappenfeh blasoniert.